# 尤努斯帕夏
尤努斯帕夏（土耳其語：Yunus Paşa；—1517年9月13日），奥斯曼帝国官员，曾于1517年1月30日出任帝国宰相“大维齐尔”，但当年9月13日就在任上被处死了。

## 生平
尤努斯到底是出身希腊、保加利亚、塞尔维亚还是克罗地亚一直是学者争论却没有明确结论的问题。尤努斯出生于基督徒家庭，儿时被奥斯曼政府通过德夫希尔梅体系征募，德夫希尔梅是奥斯曼在其基督教属地征募少年，让其改宗伊斯兰教后进行培训和教育，再让他们担任官员或士兵的制度。尤努斯成长为一名耶尼切里军人，最终成为耶尼切里军团的一名高级指挥官“阿迦”。1511年，他成为帝国政府“底万”的一名维齐尔和安纳托利亚省的贝勒贝伊。
尤努斯帕夏曾在1516年至1517年间奧斯曼—馬穆魯克戰爭中扮演了重要的角色。1516年，在奥斯曼赢得達比克草原戰役之后，尤努斯帕夏率军占领了阿勒颇城，并从那里不断侵袭哈马、霍姆斯和大马士革。在1517年里达尼亚战役之后，他率耶尼切里军团攻到了埃及城市开罗，在三天围城之后，为奥斯曼帝国占领了该市。
1517年1月22日，帝国宰相“大维齐尔”哈德姆·锡南帕夏在里达尼亚战役中阵亡，尤努斯帕夏在八天后的1月30日接任了他的职位。后来，他又兼任了埃及总督。据说在尤努斯帕夏获得了这两个身份之后，组建一个行贿和敲诈的集团。苏丹塞利姆一世听说他腐败的消息之后，尤努斯帕夏的总督职位被撤销了，由哈伊尔贝伊接任，尤努斯帕夏仅剩了大维齐尔的职位。
据说，尤努斯帕夏在自己的埃及总督职务被哈耶尔贝伊取代后，心生不满，认为埃及是自己为奥斯曼帝国打下的，故针对哈耶尔贝伊的切尔克斯出身出言侮辱，结果却因此遭蘇丹塞利姆一世下令处死。不管什么原因，尤努斯是在1517年9月13日被处死的。